# Круглоозернівська селищна адміністрація
Круглоозе́рнівська селищна адміністрація (каз. Круглоозерное кенттік әкімдігі, рос. Круглоозерновская поселковая администрация) — адміністративна одиниця у складі Уральської міської адміністрації Західноказахстанської області Казахстану. Адміністративний центр та єдиний населений пункт — селище Круглоозерне.
Населення — 7072 особи (2021; 5121 у 2009, 3976 у 1999, 3781 у 1989).
Станом на 1989 рік існувала Круглоозернівська селищна рада (смт Круглоозерне, село Серебряково).

## Склад
До складу округу входять такі населені пункти:
| Населений пункт      | Старі назви | Населення, осіб (1989) | Населення, осіб (1999) | Населення, осіб (2009) | Населення, осіб (2021) |
| -------------------- | ----------- | ---------------------- | ---------------------- | ---------------------- | ---------------------- |
| Круглоозерне, селище | -           | 2680                   | 2942                   | 3782                   | 5705                   |
| Серебряково, село    | Серебрякова | 1101                   | 1034                   | 1339                   | 1367                   |